# Comitatul Mountain View, Alberta
Comitatul Mountain View, din provincia Alberta, Canada  este un district municipal situat central în Alberta. Districtul se află în Diviziunea de recensământ 6. El se întinde pe suprafața de 3,779.34 km2  și avea în anul 2011 o populație de 12,359 locuitori.
Cities Orașe
--
Towns Localități urbane
- Carstairs
- Didsbury
- Olds
- Sundre

Villages
- Cremona

Villages Sate
--
Summer villages Sate de vacanță
--
Hamlets, cătune
Așezări
- Blooming Prairie
- Bearberry
- Bergen
- Dogpound
- Eagle Hill
- Elkton
- Garfield
- Harmattan
- Jackville
- Mayton
- Minaret
- Mound
- Neapolis
- Netook
- Shantz
- Stirlingville
- Water Valley
- Wessex
- Westcott
- Westerdale
- Westward Ho

1. 1 2  Population and dwelling counts, for Canada, provinces and territories, and census subdivisions (municipalities), 2016 and 2011 censuses – 100% data (în engleză), 20 februarie 2019